# Stewy von Wattenwyl
Stewy von Wattenwyl (* 25. Dezember 1962 in Bern) ist ein Schweizer Jazzpianist.

## Leben und Wirken
Wattenwyl wuchs in einer musikalischen Familie auf. Ab seinem achten Lebensjahr erhielt er zehn Jahre lang klassischen Klavierunterricht am Konservatorium Bern. Neben seinem Studium der Geschichtswissenschaften an der Universität Bern spielte er in Jazz-, Funk- und Latinbands, erhielt rudimentär Unterricht bei Silvano Bazan und Joe Haider, um 1998 an der Swiss Jazz School mit dem Diplom abzuschliessen.
1990 gründete er sein Trio, das er teilweise mit Bläsern erweiterte. Wattenwyl veröffentlichte bis 2022 15 Alben unter eigenem Namen; mit Eric Alexander leitet er das Generations Quartet (mit Reggie Johnson und Kevin Chesham). Als Pianist und Organist ist er auch auf Alben mit dem Martin Streule Jazz Orchestra, mit Rolf Häsler, mit Sandro Schneebeli, mit Nick Perrin und mit Larry Alexander zu hören. 
Wattenwyl arbeitete ferner mit Musikern der Schweizer Jazzszene wie Umberto Arlati, Peter Schmidlin, Walter Schmocker, Pius Baschnagel, Daniel Schenker, Mats Spillman, Christian Münchinger oder Daniel Aebi, aber auch mit Art Farmer, Clark Terry, Alvin Queen, Bobby Shew, Bob Mintzer, Johnny Griffin, Ryan Kisor, Eric Alexander, Sandy Patton, Alex Hendriksen, Giorgos Antoniou, Rhonda Dorsey, Sharon Harris und Bert Joris. Wattenwyl spielte auf internationalen Festivals und trat auch in Nordamerika, Frankreich und Deutschland auf. 
Seit 1999 unterrichtet er an der Swiss Jazz School. Zwischen 2007 und 2011 wirkte er als stellvertretender Schulleiter an der Seite Eugen Irnigers, dessen Position er 2011 übernahm. 2014 erhielt er den Swiss Jazz Award mit Nicole Herzog und seiner Band.